# دايفيد هنري هوانج
دايفيد هنري هوانج (بالإنجليزية: David Henry Hwang)‏ (و. 1957  م) هو درامي ‏، وكاتب سيناريو، ومؤلف، وممثل، وكاتب، وواضع كلمات الأوبرا أمريكي، ولد في لوس أنجلوس.

## التعليم
تعلم في جامعة ستانفورد، ومدرسة ييل للدراما.

## جوائز
حصل على جوائز منها:
- زمالة غوغنهايم

## وصلات خارجية
- دايفيد هنري هوانج على موقع IMDb (الإنجليزية)
- دايفيد هنري هوانج على موقع الموسوعة البريطانية (الإنجليزية)
- دايفيد هنري هوانج على موقع ألو سيني (الفرنسية)
- دايفيد هنري هوانج على موقع ميوزك برينز (الإنجليزية)
- دايفيد هنري هوانج على موقع أول موفي (الإنجليزية)
- دايفيد هنري هوانج على موقع قاعدة بيانات برودواي على الإنترنت (الإنجليزية)
- دايفيد هنري هوانج على موقع قاعدة بيانات الأفلام السويدية (السويدية)
- دايفيد هنري هوانج على موقع ديسكوغز (الإنجليزية)
- دايفيد هنري هوانج على موقع قاعدة بيانات الفيلم (الإنجليزية)
- دايفيد هنري هوانج على موقع كينوبويسك (الروسية)